# Энгель, Барбара
Барбара Альперн Энгель (англ. Barbara Alpern Engel; род. 28 июня 1943; Нью-Йорк, США) — американский историк-русист, доктор философии (PhD) по истории, профессор. Почётный профессор истории Колорадского университета. Специалист в области истории России. Известна как исследовательница женской истории в России и русской культуры.

## Биография
Барбара Энгель родилась 28 июня 1943 года в Нью-Йорке в семье выходцев из Восточной Европы. В начальной школе училась в Бруклине. В 1961 году окончила Центральную среднюю школу Valley Stream на Лонг-Айленде. Родители Б. Энгель, особенно отец, любили читать и, благодаря тому, что в доме была семейная библиотека, она с юношества приобщилась к чтению литературы. Посещала курсы русского языка, интерес к которому у Б. Энгель пробудил её школьный учитель обществознания Г. Фейгенбаум.
По окончании средней школы Б. Энгель поступила в Городской университет Нью-Йорка. С 1963 по 1964 год она была одной из пяти студенток, принятых в Принстонский университет по Стипендиальной программе по критическим языкам. В 1965 году получила степень бакалавра по российскому регионоведению (англ. Russian area studies). После этого она поступила на факультет искусств и наук Гарвардского университета, в котором в 1967 году получив степень магистра по российскому регионоведению. С того же года Б. Энгель в течение двух лет работала двуязычным секретарём и переводчиком на неполный рабочий день в Смитсоновской астрофизической обсерватории в Кембридже (штат Массачусетс), после чего поступила в Колумбийский университет. Там она в 1975 году она защитила докторскую диссертацию (PhD) по истории России.
С 1974 года Б. Энгель работала в Колледже Сары Лоренс на должности ассистента профессора. В 1976 году она перешла в Колорадский университет на ту же должность. С 1982 года она — ассоциированный профессор, а с 1992 — профессор Колорадского университета. В 1993—1995 годах являлась директором Программы исследований Центральной и Восточной Европы, а также заведующим кафедрой истории.
Б. Энгель является отрудником Центра исторического анализа Рутгерса, Фонда Джона Д. и Кэтрин Т. Макартуров, Международного центра Вудро Вильсона и Института А. Харримана. Также несколько раз входила в состав Совета по международным исследованиям и обменам (IREX) с СССР. Являлась ответственным редактором журнала Feminist Studies, а также читателем рукописей в издательствах Гарвардского, Кембриджского университетов, W. W. Norton & Company и др.
Ныне — почётный профессор истории Колорадского университета.

## Награды
- Премия Chancellor’s Writing от Колорадского университета.
- Премия Elizabeth Gee — за выдающиеся достижения.
- Премия Ассамблеи факультета Боулдера — за выдающиеся достижения в области исследований и творческой работы
- Премия общества Mortar Board[англ.] — за выдающиеся достижения в преподавании.